# Băița de sub Codru
Băița de sub Codru è un comune della Romania di 1 852 abitanti, ubicato nel distretto di Maramureș, nella regione storica della Transilvania. 
Il comune è formato dall'unione di due villaggi: Băița de sub Codru e Urmeniș.